# اشتوندویلر
اشتوندویلر (به فرانسوی: Stundwiller) یک کمون در فرانسه با جمعیت ۴۱۲ نفر است که در Canton of Soultz-sous-Forêts واقع شده‌است.